# زردنا مشهد
زردنا مشهد قرية سورية تتبع ناحية معرة مصرين في منطقة مركز إدلب في محافظة إدلب. بلغ عدد سكانها 5769 نسمة في عام 2004 حسب إحصاء المكتب المركزي للإحصاء.